# Хоулиуел
Хо̀улиуел (на английски: Holywell; на уелски: Treffynnon, Трефъ̀нон) е град в Северен Уелс, графство Флинтшър. Разположен е на около 2 km от левия бряг на устието на река Дий на около 20 km западно английския град Честър. Има жп гара. На около 15 km до югоизточната му част е летището на уелските градове Хардън и Бротън. Населението му е 7530 жители според данни от преброяването през 2001 г.